# Federico Blume y Corbacho
Federico Blume y Corbacho (Lima, 19 de abril de 1863 - ibídem, 23 de agosto de 1936) fue un poeta y periodista peruano. Representante del costumbrismo, se hizo conocido a través de la prensa, que publicó sus artículos de crítica local, escritos en tono jocoso. Estuvo casado con Dora Dixon.

## Biografía
Hijo de Federico Blume y Othon, ingeniero de ascendencia alemana, y de la limeña Enriqueta Corbacho y Abril. Cursó su educación secundaria en el Instituto de Lima, de donde egresó en 1878, Luego asistió a su padre durante los ensayos que realizó en Paita con el submarino de su invención, en 1879. 
Al estallar la guerra con Chile integró las filas del batallón N.º 12 y defendió Ancón durante el bombardeo realizado por naves chilenas en 1880. Ascendido a teniente, actuó en la heroica defensa de Lima, en enero de 1881. 
Tras la firma de la paz con Chile, frecuentó los ambientes intelectuales e integró el Círculo Literario, en 1885. A través de las páginas del diario El Nacional hizo campaña contra el gobierno del general Miguel Iglesias y, al desatarse la persecución contra su padre, éste lo envió a Estados Unidos. Estudió durante tres años en el Instituto Tecnológico de Boston; luego viajó con su padre por diversos países de Europa. Se instaló en Londres donde atendió los intereses que su padre tenía en el ferrocarril Paita-Piura (1889-94).
De retorno en el Perú, volcó su talento en el periodismo y enseñó inglés en colegios e institutos superiores. En colaboración con Hernán Velarde editó La Neblina (1894-95), semanario de punzante pero sano humorismo. Asimismo, artículos suyos aparecieron en El Nacional (desde 1872), La Prensa Libre y La Opinión Nacional (1884), La Ley (1897), El Comercio (1899-1909), y luego esporádicamente, en El Diario (1910), Variedades (que recogió un célebre duelo literario que tuvo con el poeta Leonidas Yerovi, en 1908), La Prensa, Hogar (1920) y Mundial (1920-30). Usaba el pseudónimo de “Balduque”; en El Comercio usó el de “El amigo de Tejerina”. 
Fue también profesor en el Colegio Guadalupe (1902-30), la Escuela Superior de Guerra (1906), la Escuela Naval (1908) y la Facultad de Letras de la Universidad de San Marcos (1922-30).

## Obras
- Los soplones y Sin cuartel,  juguetes cómicos escritos en colaboración con Manuel Moncloa y Covarrubias.
- El comisario del sexto, zarzuela con música de José María Valle Riestra.
- Mariquita, comedia.
- En la intendencia, monólogo.
- Letrillas (1884), colección de poética en colaboración con  Federico Elguera Seminario, con quien formó la asociación literaria “F + F”.
- Ollanta,  libreto para la primera versión en ópera del drama Ollantay cuya música compuso José María Valle Riestra. Para tal obra se inspiró en la traducción del drama al castellano de Constantino Carrasco. La ópera se estrenó en Lima, el 26 de diciembre de 1900, pero tuvo poca acogida, por lo que solo se representó 4 veces.
- Negocios de agua, argumento para una de las primeras películas peruanas, hacia 1912.

De manera póstuma, sus hijos publicaron una compilación antológica  de sus escritos, con el título de Sal y pimienta. Versos y artículos (1948).

## Filmografía
Escribió y dirigió la primera película argumental peruana, Negocio al agua, estrenada en 1913.